# 紅船外史

上海粵語片《紅船外史》在香港公映的廣告

紅船外史（Story in a Cantonese Opera Company），又名：《美德夫人》、《麥夫人》（中國大陸）、《皇姑嫁何人》（新加坡）、它是著名粵劇乾班男花旦謝醒儂在1934年初隨『日月星班』到上海演出他的首本粵劇《火燒阿房宮》時，廣東籍的上海明星電影公司基本演員女明星胡蝶建議邀請該粵劇團拍攝的時裝粵語片。此片裡的謝醒儂以其本身的美少年形象出鏡；然而加插的三齣戲中戲粵劇則以他傳統的反串女妝造型示人。此片是胡蝶和謝醒儂首次演出的粵語聲片。

## 公映日期
1934年10月9日（星期二），在香港島西環皇后大道西（Queen’s Road West）270－276號之中央戲院（Central Theatre）首映。

## 演員
- 粵劇紅伶：謝醒儂、桂名揚、曾三多、陳錦棠、馮小非、七歲紅。
- 銀幕明星：胡蝶、梁賽珍、胡藝星（胡戎）、梁賽珠、梁賽珊、嚴工上。

## 電影本事
- 廣州「國光粵劇團」到上海演出。上海名人麥劍秋（胡藝星飾演）的廣東省妻子周淑明（胡蝶飾演）與銀行陳行長夫人（陳麗英飾演）同往觀賞家鄉戲曲，席間與早年廣州女同學吳少英（梁賽珍飾演）重遇，而認識她的英俊劇團老闆丈夫（謝醒儂飾演）。那時慈善會正為籌辦平民托兒所舉行遊藝會募捐活動，派周淑明洽請「國光粵劇團」參予義演。周淑明熱心公益活動，招致舞女露斯（梁賽珠飾演）妒嫉。露斯原曾戀慕麥劍秋的財勢，只恨周淑明橫刀奪愛而耿耿於懷。恰見周淑明與吳少英伉儷熱情交往，遂誣衊她與英俊的劇團老闆有私情。麥劍秋得悉半信半疑，決定於劇團換演新戲之日親去偵察。是日周淑明邀請吳少英伉儷至慈善會磋商義演節目，劇團老闆忽接服裝店電話，表示戲服會延期交貨，為解朋友的困局，周淑明借出私伙新衣。 晚上演出時，麥劍秋見劇團老闆反串女妝身穿妻子的新衣，心感不快，又經舞女露斯從旁攛掇，拂袖而去，並即委託律師辦理離婚手續，並登報誹謗劇團老闆勾搭人妻，導致「國光粵劇團」票房受損。周淑明為表清白，找慈善會會長（嚴工上飾演）向丈夫解釋澄清。麥劍秋始知是非真相，遂登報向劇團道歉，並捐助平民托兒所巨額經費。義演如期舉行，周淑明亦粉墨登臺客串演出粵劇折子戲《皇姑嫁何人》，博得觀眾掌聲雷動。夫妻和好如初，舞女露斯見狀，酸溜溜地溜去。
- 四齣粵劇折子戲間插在電影裡：

1. 《皇姑嫁何人》：桂名揚（飾演燕國王子）、曾三多（飾演趙國王子）、胡蝶（飾演皇姑碧雲）；
2. 《天姬送子》：謝醒儂（反串飾演七姐）、馮小非；
3. 《冰山火線》：謝醒儂（反串飾演夏家璧）、曾三多（飾演仇淵明）、馮小非（反串飾演封大飄）；七歲紅（反串飾演封小飄）。；
4. 《璇宮艷史》（The Love Parade）：謝醒儂（反串飾演Louise女皇）、陳錦棠（飾演音樂家Count Alfred Renard）。